# Bicester
Bicester [ˈbɪstər] ⓘ ist eine Gemeinde im nordöstlichen Oxfordshire in England.
Das Bicester Airfield, früher ein Militärflugplatz, ist heute ein Standort der British Army. Mit RAF Upper Heyford befand sich einige Kilometer nordwestlich früher noch ein weiterer Militärflugplatz. In den Saint David’s Barracks, einer weiteren Army-Einrichtung, ist seit Sommer 2015 unter anderem das zuvor in Gütersloh beheimatete 1. Regiments des Royal Logistics Corps stationiert.

## Geschichte
Die ersten Ansiedlungen gehen in das sechste Jahrhundert auf das Königreich Wessex zurück. Etwas weiter südlich kreuzten sich die beiden Römerstraßen Stratton (Audley) Road und Akeman Street. Der heutige Name geht auf das 17. Jahrhundert zurück und war zu jener Zeit nur eine von 45 Varianten.

## Persönlichkeiten
- George Rose (1920–1988), Schauspieler
- Willoughby Goddard (1926–2008), Schauspieler
- Tim Breacker (* 1965), Fußballspieler
- James Tatton (* 1978), Snookerspieler
- Kieran Bird (* 1999), Schwimmer
- Millie Couzens (* 2003), Radsportlerin

## Partnerstädte
| Land        | Gemeinde                        |
| ----------- | ------------------------------- |
| Frankreich  | Les Essarts in West-Frankreich  |
| Polen       | Czernichów in Süd-Polen         |
| Deutschland | Neunkirchen-Seelscheid bei Bonn |
| Italien     | Novi Ligure in Nord-Italien     |